# Mus spicilegus
Espèce
Statut de conservation UICN

 LC  : Préoccupation mineure
La Souris glaneuse (Mus spicilegus ou Mus (Mus) spicilegus) est une souris qui occupe les zones agricoles des steppes d'Europe centrale et orientale (Autriche, Slovaquie, Hongrie, Roumanie, Serbie, Monténégro, Albanie, Grèce, Bulgarie, Moldavie & Ukraine).
Les juvéniles construisent à l'automne un tumulus d'herbes et de terre, sous-lequel ils creusent un réseau de galeries. Ils y passeront la saison froide entre apparentés, sans se reproduire. Au printemps, les mâles se dispersent, alors que les femelles sont davantage philopatriques.
Cette espèce semble être principalement monogame.